# Tampopo
Tampopo (jap. タンポポ tanpopo, deutsch ‚Pusteblume‘), auch Tampopo – Magische Nudeln, ist eine 1985 gedrehte japanische Filmkomödie des Regisseurs Jūzō Itami. Hauptthema des Filmes ist die Zubereitung und Verehrung der japanischen Nudelsuppe. Produziert wurde der 114-minütige Film von Itami Productions und New Century Productions.

## Handlung
Die Haupthandlung dreht sich um eine Ramen-Bude und deren Besitzerin, die Witwe Tampopo (jap. für Löwenzahn), die seit dem Tod ihres Ehemanns alleinerziehend ist und sich nebenbei um das – schlecht laufende – Geschäft kümmern muss. Eines Abends finden sich zwei Trucker, der ältere Goro und sein jüngerer Partner Gun, dort ein. Als einer der Gäste, Pisuken, Tampopo dazu drängt, den Laden zu verkaufen, fängt Goro Streit mit ihm an. Die beiden wollen sich prügeln, doch Goro wird von Pisukens Meute zusammengeschlagen und von Tampopo wieder gesund gepflegt. Am nächsten Tag bittet sie ihn um seine ehrliche Meinung zu ihren Ramen, woraufhin Goro gesteht, dass diesen das gewisse Etwas fehle. Tampopo bittet ihn und Gun, ihren Laden wieder auf Vordermann zu bringen, was beide annehmen.
Im Laufe der Handlung trainiert Goro Tampopo, sie spionieren die Konkurrenz aus und holen sich Hilfe von einem obdachlosen ehemaligen Chefkoch. Des Weiteren kommt es auch einer Revanche mit Pisuken; der (diesmal faire) Kampf Mann gegen Mann geht mit einem Unentschieden aus und Goro und er freunden sich an. Pisuken, der eigentlich ein Jugendfreund ist, bietet ebenfalls seine Hilfe an und lässt den Laden von Grund auf renovieren. Am Ende gelingt es, mit vereinten Kräften die kurz vor der Geschäftsaufgabe stehende Ramen-Bude – welche zur Wiedereröffnung nach Tampopo benannt wird – in ein florierendes Geschäft zu verwandeln. Goro und Gun verabschieden sich von ihr.
Die Haupthandlung ist durchzogen von verschiedenen Nebenhandlungen, die mit der eigentlichen Geschichte nichts zu tun haben und deren Grundthema immer das Essen ist, oft in der direkten Verbindung zu Sex. In einer Szene benutzen etwa ein Yakuza (der als einzige Figur in mehreren Geschichten, unter anderem auch im Vorspann, auftaucht) und seine Geliebte in einem Hotelzimmer Nahrungsmittel beim Liebesspiel; in einer weiteren stellt ein junger Geschäftsmann seine älteren Kollegen beim Bestellen in einem französischen Restaurant mit seinen außerordentlichen Kenntnissen der französischen Küche bloß; eine Hausfrau steht vom Totenbett auf, um ihrer Familie eine letzte Mahlzeit zuzubereiten; eine Gruppe Frauen, die sich darin unterrichten lässt, wie man auf westliche Art Spaghetti isst, wird von einem Europäer, der im Hintergrund die Nudeln auf japanische Art schlürft, immer wieder gestört, bis auch die Frauen schließlich ihre Pasta laut schlürfen.
Die Abschlussszene, die während des Abspannes läuft, zeigt eine Mutter, die ihr Kind stillt.

## Veröffentlichungen
Der Film kam am 23. November 1985 in die japanischen Kinos und wurde in den folgenden Monaten auf einigen Filmfestivals gezeigt, unter anderem auf dem Toronto International Film Festival. Es folgten Kinostarts in den USA und am 25. Mai 1989 in Deutschland. Die deutsche Erstaufführung erfolgte hingegen schon am 2. Januar 1989 in der ARD. Die deutsche DVD-Ausgabe wurde um eine Szene erweitert, die im Kino nicht zu sehen war: Ein Koch bereitet die Zubereitung einer Schildkrötensuppe vor und tötet das Tier vor den Augen der Gäste – und der Zuschauer.

## Rezeption
Der Großteil der Kritiker nahm den Film positiv auf. Beispielsweise wurde gelobt, Tampopo sei vielleicht der witzigste Film aller Zeiten über die Verbindung von Essen und Sex.
Der renommierte US-amerikanische Filmkritiker Roger Ebert schrieb in der Chicago Sun-Times: „Und dieser sehr, sehr japanische Film, der sich scheinbar überhaupt nicht bemüht, mit anderen Kulturen zu kommunizieren, ist allgemein witzig, meist aus diesem Grund. Wer kann sich nicht mit der Suche nach der perfekten Nudel identifizieren? Sicherlich kann das jeder Amerikaner, im Land der Mais-Feste, der Bakeoffs und der Chili-Wettbewerbe. Ein sehr lustiger Film.“

„Ein episodisch angelegter Film um die Themen Essen und Eros, der verschiedene Filmgattungen zu einer Einheit verschmilzt. Der intelligent unterhaltende satirische Film unterläuft gängige Sehgewohnheiten und jongliert geschickt, manchmal verspielt, manchmal auch recht drastisch, mit ihnen.“

## Auszeichnungen
Der Film gewann 1986 zwei Japanese Academy Awards in den Kategorien Bester Ton und Bester Schnitt, sowie zwei Preise beim Mainichi Eiga Concours, ebenfalls für den Ton und den besten Nebendarsteller (Hisashi Igawa).
Bei den Independent Spirit Awards 1988 war der Film als Bester ausländischer Film nominiert, musste sich jedoch Lasse Hallströms Mein Leben als Hund geschlagen geben.

## Verschiedenes
Der Soundtrack des Films besteht aus Ausschnitten aus den sinfonischen Werken Les Préludes von Franz Liszt und jeweils verschiedenen Sätzen der 1. und 5. Sinfonie von Gustav Mahler.